# Weiße Substanz
Als weiße Substanz (WS; lateinisch Substantia alba, englisch white matter) bezeichnet man Anteile des Zentralnervensystems, die überwiegend aus Leitungsbahnen bzw. Nervenfasern bestehen und somit vornehmlich Nervenzellfortsätze enthalten. Diese werden der grauen Substanz gegenübergestellt als jenen Anteilen, die vornehmlich Nervenzellkörper (Perikaryen) enthalten und beispielsweise aus Kernen bzw. Kerngebieten bestehen. Die schon makroskopisch sichtbare weiße Färbung entsteht durch umhüllende Gliazellen bzw. die Myelinscheiden der Nervenfasern.
Im Rückenmark liegt die weiße Substanz außen, umgibt so dessen graue Substanz, und wird makroskopisch in Vorderstrang (Funiculus anterior), Seitenstrang (Funiculus lateralis) und Hinterstrang (Funiculus posterior) unterteilt.
In der Hirnrinde liegt dagegen die graue Substanz außen und umgibt hier die weiße Substanz des Marklagers. In der Formatio reticularis des Hirnstamms hingegen sind die Abgrenzungen schwierig. Umschriebene Ansammlungen von Nervenzellkörpern werden als Kerngebiete (Nuclei) bezeichnet; sie können auch in Bereiche der weißen Substanz eingelagert sein oder umgekehrt, wie beispielsweise beim Tractus solitarius.

## White Matter Lesion
Als White Matter Lesion (WML) bezeichnet man Schäden an der weißen Substanz, die mit zunehmendem Alter recht häufig in der Bevölkerung auftreten und die mit kognitiver Beeinträchtigung und Gehirnschlag in Verbindung stehen. Sie werden auch als White Matter Hyperintensities bezeichnet, da sie in MRT-Aufnahmen als helle weiße Flecken erscheinen. In der Rotterdam Scan Study an 1077 nicht-dementen Personen im Alter zwischen 60 und 89 Jahren wurden nur bei 5 % keine WML gefunden. 80 % wiesen periventrikuläre WML auf, die mit kognitiven und psychomotorischen Störungen assoziiert sind.
Histopathologisch werden WML als Gliose, Demyelinisierung und Verlust von Axonen beschrieben und als Leukoaraiose oder vaskuläre Demenz diagnostiziert.

## Galerie

Querschnitt des Rückenmarks: Weiße Substanz außen und graue Substanz innen.
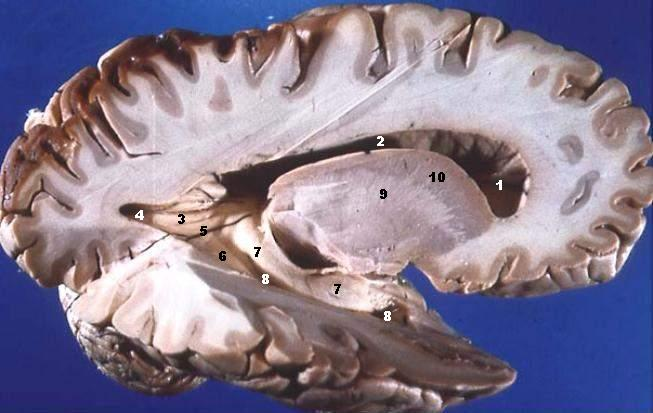
Sagittalschnitt des Gehirns: graue Substanz außen und weiße Substanz innen.